# Zagubieni na Wenus
Zagubieni na Wenus (tyt. oryg. Lost on Venus) – powieść science fantasy autorstwa Edgara R. Burroughsa, druga część cyklu Amtor.
Pierwsza publikacja powieści nastąpiła w 1933 w odcinkach na łamach magazynu Argosy. W 1935 Piraci z Wenus została wydana w formie książki przez Edgar Rice Burroughs, Inc.
Fabuła to kontynuacja przygód Carsona Napiera na Wenus.